# Мами, Кайрат Абдразакулы
Кайра́т Абдразакулы́ Мами́ (каз. Қайрат Әбдіразақұлы Мәми, также Кайра́т Абдраза́кович Мами́ев; род. 9 мая 1954, Жамбыл, Алма-Атинская область), — казахстанский государственный деятель, Председатель Конституционного совета РК (11 декабря 2017 года — 1 января 2023 года).

## Биография
Происходит из рода жаныс племени Дулат Старшего жуза. Родился 9 мая 1954 года в селе Джамбул Джамбульского района Алма-Атинской области. Отец — Абдразак Мамиев (1917-77) — ветеран ВОВ, сельский учитель; мать — Турар Муханова (1923 г.р.) — учительница начальных классов. Имеет семь братьев и сестер.
Владеет языками — казахским, русским, английским.

## Карьера
Трудовую деятельность начал в 1971 году лаборантом Научно-исследовательского института механизации и электрификации сельского хозяйства (г. Алма-Ата). В мае 1972 — мае 1974 — служба в рядах Советской Армии. С августа 1974 по август 1976 — рабочий Комбината строительных материалов завода тяжелого машиностроения (г. Алма-Ата).
В 1981 году окончил юридический факультет Казахского государственного университета им. С. М. Кирова.
С августа 1981 года по ноябрь 1990 года являлся стажером, заместителем председателя, председателем Гурьевского областного суда (г. Гурьев). С декабря 1990 года по май 1993 года — член Верховного Суда Казахской ССР. С апреля 1993 года по ноябрь 1995 года — председатель Алматинского городского суда.
В 1995 году стал кандидатом юридических наук (тема диссертации — «Дисциплина труда и её социально-правовой аспект в условиях экономической реформы»).
С ноября 1995 года по февраль 1999 года — исполняющий обязанности председателя коллегии по уголовным делам, исполняющий обязанности Председателя Верховного Суда Республики Казахстан.
С февраля 1999 года по август 1999 года — вице-министр юстиции Республики Казахстан.
С августа 1999 года по сентябрь 2000 года занимал должность заместителя руководителя Администрации Президента — заведующий Государственно-правовым отделом.
С сентября 2000 года по апрель 2009 года — Председатель Верховного Суда Республики Казахстан.
В 2004 году защитил докторскую диссертацию по теме: «Конституционная законность и судебная власть в Республике Казахстан: основные тенденции и приоритеты».
Указом Президента Республики Казахстан 3 апреля 2009 года назначен на должность Генерального Прокурора Республики Казахстан.
7 мая 2010 года присвоено звание государственного советника юстиции 1 класса.
15 апреля 2011 года по указу президента Назарбаева назначен депутатом Сената по президентской квоте и в тот же день по представлению президента избран на должность Председателя Сената Парламента Республики Казахстан.
16 октября 2013 года назначен председателем Верховного суда Республики Казахстан.
11 декабря 2017 года указом президента Республики Казахстан назначен Председателем Конституционного Совета Республики Казахстан.

## Личная жизнь и семья
Женат, супруга — Макпал (1958 г.р.), юрист. Дети: дочери — Айнур (1979 г.р., замужем за Аскаром Жумагалиевым) и Эльвира (1982 г.р.) и сын Мирас (1988 г.р.).
Хобби — коллекционирование старинных монет.

## Звания
- Профессор (2005)
- Государственный советник юстиции 1 класса.

По итогам проведенного Национальным рейтинговым агентством «KazRATING» совместно с компанией «Литер Media» ежегодного республиканского конкурса «Политик года» назван самым компетентным политиком.

## Награды
- 2021 (2 декабря) — Орден «Первый Президент Республики Казахстан — Лидер Нации Нурсултан Назарбаев»;[9]
- Орден «Барыс» I степени (2016)[10]
- Орден «Барыс» II степени[11]
- Орден «Парасат» (2003)
- Юбилейная медаль «Қазақстан Конституциясына 10 жыл» (2005)
- Юбилейная медаль «Қазақстан Парламентіне 10 жыл» (2006)
- Юбилейная медаль «Астананың 10 жылдығы» (2008)
- Юбилейная медаль «Қазақстан Республикасының Тәуелсіздігіне 20 жыл» (2011)[12]
- Медаль «20 лет Ассамблеи народа Казахстана»[13]
- Орден Славы и Чести II степени (РПЦ, 2012 год)[14]
- Почётный гражданин Атырауской области (2014)[15]
- Юбилейная медаль «Қазақстан Конституциясына 20 жыл» (2015)[16]
- Юбилейная медаль «Қазақстан Республикасының Тәуелсіздігіне 25 жыл» (2016)
- Медаль «МПА СНГ. 25 лет» (27 марта 2017 года, Межпарламентская ассамблея СНГ) — за заслуги в деле развития и укрепления парламентаризма, за вклад в развитие и совершенствование правовых основ функционирования Содружества Независимых Государств, укрепление международных связей и межпарламентского сотрудничества[17]

## Публикации
Автор книг:
- «Дисциплина труда и её социально-правовой аспект в условиях экономической реформы» (1997)
- «Уголовно-правовые меры борьбы с преступлениями, связанными с наркотиками» (в соавт., 1998).